# Preis für Popkultur 2025
Der Preis für Popkultur 2025 war die achte Verleihung dieses deutschen Musikpreises. Der Preis wird vom Verein Förderung der Popkultur e. V. verliehen. Die siebte Verleihung fand 2023 statt, im Jahr 2024 pausierte die Veranstaltung.
Moderiert wurde die Veranstaltung durch Diona Bathily und Chris Bow.
Es gab Liveauftritte von bac, Cloudy June, Paula Carolina, Paulinko und Gewalt. Ein angekündigter Auftritt von Abor & Tynna musste krankheitsbedingt entfallen.

## Gewinner und Nominierte
Die Nominierungen wurden am 14. Februar 2025 verkündet. Die Gewinner sind vorangestellt und fett markiert.
| Lieblingskünstler*in | Hoffnungsvollste*r Newcomer*in |
| --- | --- |
| Paula Hartmann - Apsilon - Berq - Deichkind - Shirin David | Berq - Paula Carolina - Soffie - Uche Yara - Zartmann |
| Lieblingsproduzent*in | Lieblingsalbum |
| Phea (Sophie Butzinger) - Berky - David Stoltzenberg - Jochen Naaf - Olaf Opal | Paula Hartmann – Kleine Feuer - Anna Erhard – Botanical Garden - Berq – Berq - Ennio – Schlaraffenland - fastmusic – I Want to Love, and I Love - Pashanim – Himmel über Berlin |
| Lieblingssong | Lieblingsvideo |
| K.I.Z – Frieden - Ebow – Free - Paul Wetz – Ode an den Bass - Shirin David – Bauch, Beine, Po - Soffie – Für immer Frühling                                                                     | Mine – Ich weiß es nicht - Almost Twins – Puppeteer - Ätna – Lucky Dancer - Deichkind – Könnt ihr noch? - Gewalt – Trans |
| Beeindruckendste Liveshow | Gelebte Popkultur |
| Casper – Live in Bielefeld - Ayliva – In Liebe (Tour) - Deichkind – Wuhlheide - Nina Chuba – Glas (Tour) - Peter Fox – Love Songs (Tour)                                                        | Ein Song reicht - ByteFM - The Red Flags - Unreleased Berlin - Wacken Open Air |
| Lieblingspodcast | Bewegendste Geschichte |
| „Reflektor. Der Musikpodcast.“ von Jan Müller - 1 Live Ikonen – Casper - BBQ – Der Black Brown Queere Podcast von Cosmo - G Spot mit Stefanie Giesinger - Gretels Gasthaus / Songpoeten Podcast | „ECHT – Unsere Jugend“ von Kim Frank - Aria Nejati – Paula Hartmann im Interview über Liebe, Ruhm & Privatsphäre - Konstantin Nowotny – Die Ärzte, Antilopen Gang, Soffie. Viele Songs gegen rechts sind viel zu nett - Marina Buzunashvilli – Die Bossin - Tahsim Durgun – Top 3 Verstecke, wenn du abgeschoben wirst |
| Herausragendes gesellschaftliches Engagement | |
| Keychange - Friede Merz – #MeToo im Jazz - Malte Zierden – Eine Taube hat mein Leben verändert - Matthias Hornschuh - Refuge Worldwide                                                          | |
| Lebenswerk | |
| Annette Humpe | |

## Fachjury
Die unabhängige Fachjury setzte sich aus Experten der Musik- und Popkultur zusammen. Die Jury wählte dei Shortlist aus Vorschlägen aus, die durch Vereinsmitglieder eingereicht wurden. Im Anschluss stimmten die Vereinsmitglieder dann über die Vergabe des Preises ab.
- Elke Kuhlen, Festivalleiterin c/o pop
- Josefine Nowack, 2. Vorsitzende im Verein für Popkultur
- Katharina Köhler, Musikmanagerin Deichkind
- Klaus Fiehe, Moderator, DJ
- Marion Brasch, Moderatorin
- Nadja Benaissa, Sängerin – No Angels
- Nicki Kariuki, A&R Manager Sony Music
- Niklas Fischer, Content Creator
- Olaf Opal, Musikproduzent